# Leichtathletik-Weltmeisterschaften 2019/Teilnehmer (Guyana)
| Gelbes Symbol für Goldmedaillen mit stilisierten Olympischen Ringen | Graues Symbol für Silbermedaillen mit stilisierten Olympischen Ringen | Braundes Symbol für Bronzemedaillen mit stilisierten Olympischen Ringen |
| ------------------------------------------------------------------- | --------------------------------------------------------------------- | ----------------------------------------------------------------------- |
| —                                                                   | —                                                                     | —                                                                       |

Der Leichtathletikverband von Guyana nahm an den Leichtathletik-Weltmeisterschaften 2019 in Doha teil. Drei Athletinnen und Athleten wurden vom guyanischen Verband nominiert.

## Ergebnisse

### Frauen

#### Laufdisziplinen
| Athletin      | Disziplin | Vorlauf | Vorlauf | Halbfinale | Halbfinale | Finale | Finale |
| Athletin      | Disziplin | Zeit    | Platz   | Zeit       | Platz      | Zeit   | Platz  |
| ------------- | --------- | ------- | ------- | ---------- | ---------- | ------ | ------ |
| Aliyah Abrams | 400 m     | 51,73 s | 17      | 51,71 s    | 16         | DNQ    | DNQ    |

### Männer

#### Laufdisziplinen
| Athlet        | Disziplin | Vorlauf     | Vorlauf | Halbfinale | Halbfinale | Finale | Finale |
| Athlet        | Disziplin | Zeit        | Platz   | Zeit       | Platz      | Zeit   | Platz  |
| ------------- | --------- | ----------- | ------- | ---------- | ---------- | ------ | ------ |
| Quamel Prince | 800 m     | 1:48,41 min | 36      | DNQ        | DNQ        | –      | –      |

#### Sprung/Wurf
| Athlet            | Disziplin  | Qualifikation | Qualifikation | Finale | Finale |
| Athlet            | Disziplin  | Weite         | Platz         | Weite  | Platz  |
| ----------------- | ---------- | ------------- | ------------- | ------ | ------ |
| Emanuel Archibald | Weitsprung | 7,56 m        | 23            | DNQ    | DNQ    |